# Lars Wasserthal

Sabrina & Lars Wasserthal (2019)

Lars Wasserthal (* 18. Juli 1980 in Hamburg) ist ein deutscher Schauspieler, Sprecher, Autor, Regisseur, Zirkusdirektor und Produzent.

## Leben
Lars Wasserthal ist einem kleinen Dorf im Kreis Segeberg, Itzstedt aufgewachsen. Sein Abitur machte er 2000 am Lise-Meitner-Gymnasium in Norderstedt. Er begann 2001 seine Ausbildung zum Schauspieler an der Schule für Schauspiel Hamburg. 2009 heiratete er die Artistin Sabrina Wasserthal (geb. Rosenbach) und zog gemeinsam mit ihr nach Soltau. Gemeinsam haben die beiden zwei Töchter. Seit 2024 lebt die Familie Wasserthal in Borchen bei Paderborn.

## Karriere
Nach seinem Abschluss an der Schauspielschule zog es Lars Wasserthal (2004) ans Stadttheater Bremen, Stadttheater Cöpenick in Berlin (2005) und danach für viele Jahre in den Heidepark Soltau (2005–2010). In dieser Zeit spielte er in verschiedenen Theaterstücken, Shows sowie Filmen mit und entdeckte seine Leidenschaft für die Regie. Er inszenierte in dieser Zeit mehrere Stücke und Shows.
2010 begann seine Zirkus-Karriere mit dem pädagogischen Kinder-Mitmach-Zirkus Circus Laluna, wo er die Show schrieb und inszenierte, moderierte und Kinder trainierte. 2010 gründete er auch gemeinsam mit seiner Frau Sabrina ihren eigenen pädagogischen Kinder-Mitmach-Zirkus Circus Phantasia, den sie gemeinsam bis heute führen. 2019 wurde die gemeinsame Firma Wasserthal Entertainment gegründet und mit ihr das Großprojekt Paderborner Weihnachtscircus, mit jährlich bis zu 45.000 Gästen.

## Filmografie (Auswahl)
- 2003: Rosenstraße (Film), Darsteller
- 2004: Plötzlich wieder Pirat (Film), Darsteller & Produzent
- 2004: Das kalte Herz (Theater), Darsteller
- 2005: Captain Blood (Show), Darsteller & Regie
- 2005–2006: Der Kontrabass (Theater), Darsteller
- 2006: Pirate Star (Show), Darsteller & Regie
- 2006–2010: Palais de Paris (Show), Moderator
- 2008–2010: Dinnerspektakel (Show), Moderator
- 2007: Die Rache des Admirals (Show), Darsteller & Regie
- 2007–2009: Dream (Show), Darsteller & Regie
- 2008: Wild wild Wedding (Show), Darsteller & Regie
- 2008–2020: Dinner For Five (Theater), Darsteller & Regie & Produzent
- 2009: Der Fluch aus der Tiefsee (Show), Darsteller & Regie
- 2010: Das Gold von Port Royal (Show), Darsteller & Regie
- 2010: Circus Laluna (Zirkus), Darsteller & Regie
- seit 2011: Circus Phantasia (Zirkus), Darsteller & Regie & Produzent
- 2012–2013: Xantener Weihnachtscircus (Zirkus), Darsteller & Regie
- 2013: EDEKA Revue (Show), Regie
- seit 2021: Paderborner Weihnachtscircus (Zirkus), Darsteller & Regie & Produzent